# Đại nguyên soái Liên Xô
Đại nguyên soái Liên bang Xô viết (tiếng Nga: Генералиссимус Советского Союза) một thời được coi là cấp bậc quân sự cao nhất trong lịch sử Liên Xô. Người ta cho rằng I. V. Stalin là người duy nhất giữ quân hàm này từ khi được thiết lập năm 1945 cho đến khi qua đời vào năm 1953. Tuy nhiên, bản Nghị quyết do Xô Viết tối cao Liên Xô thông qua ngày 27 tháng 6 năm 1945 về việc thiết lập cấp bậc quân hàm này đã bị vô hiệu bởi nó không được I. V. Stalin ký ban hành thành sắc lệnh. "Đại Nguyên soái Liên bang Xô Viết" chỉ còn là danh hiệu mà những người sùng bái cá nhân I. V. Stalin đã xưng tụng cho ông.

## Lịch sử hình thành
Chức vụ Tổng tư lệnh (ГладКом) tồn tại trong Hồng quân từ trước năm 1935. Tuy nhiên đây chỉ là một danh xưng đặt ra cho các chỉ huy cao cấp của Hồng quân, nhưng chưa bao giờ được xếp vào phân hạng chính thức trong phân loại cấp bậc. Năm 1935, 5 chỉ huy cao cấp Hồng quân được trao quân hàm Nguyên soái, được xem như là tương đương danh xưng Tổng tư lệnh cũ.
Ngày 23 tháng 6 năm 1941, Đại bản doanh Bộ Tổng tư lệnh Quân đội Liên Xô được thành lập, gồm 7 người do Timoshenko làm Chủ tịch. Đến ngày 30 tháng 6 năm 1941, thành lập Hội đồng quốc phòng Nhà nước đứng đầu là I.V. Stalin. Ngày 10 tháng 7 năm 1941, Hội đồng quốc phòng Nhà nước cải tổ Đại bản doanh Bộ Tổng tư lệnh thành Đại bản doanh Bộ Tổng tư lệnh tối cao gồm 7 người, do Stalin làm Chủ tịch. Cùng ngày, Hội đồng quốc phòng cũng thành lập 3 Bộ tổng tư lệnh trên các hướng mặt trận: Mặt trận hướng tây-bắc do K.Y. Voroshilov làm Tổng tư lệnh, mặt trận hướng tây do S.K. Timoshenko, mặt trận hướng tây-nam do S.M. Budyonny.

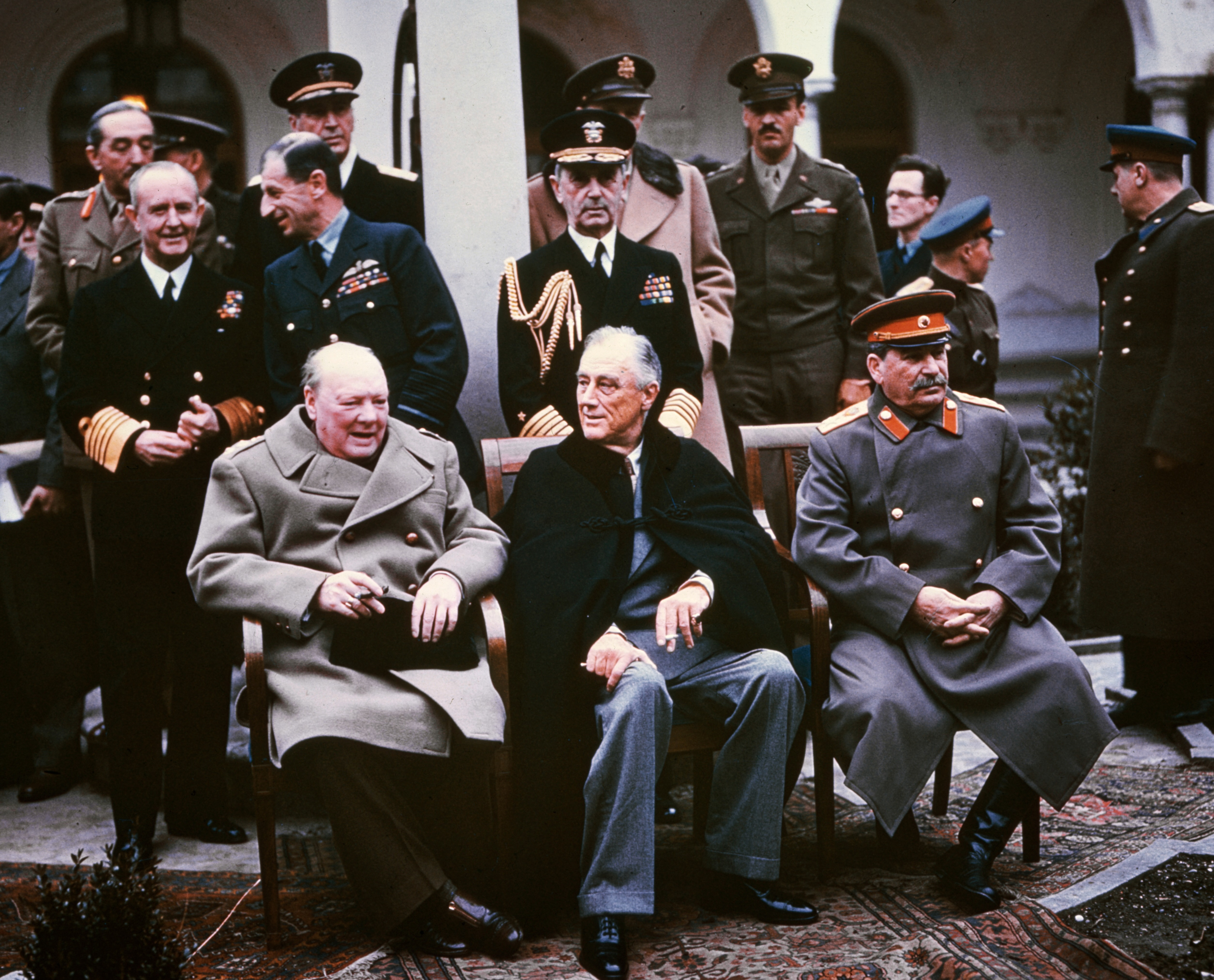
Stalin trong quân phục Nguyên soái Liên Xô cạnh Churchill, Roosevelt tại Hội nghị Yalta 1945

Tuy vậy, đến ngày 19 tháng 7, I.V. Stalin chính thức nắm giữ chức Dân ủy Quốc phòng, ngày 8 tháng 8, bãi bỏ các Bộ Tổng tư lệnh trên các hướng mặt trận, đồng thời cải chức danh Chủ tịch Đại bản doanh Bộ Tổng tư lệnh thành Tổng tư lệnh tối cao các lực lượng vũ trang Liên Xô. Stalin liên tục giữ chức vụ Tổng tư lệnh tối cao đến hết tháng 9 năm 1945. Tuy nhiên, đây là một chức vụ chỉ huy, nó không bao hàm cấp bậc Đại nguyên soái như nhiều người vẫn lầm tưởng. Về cấp bậc quân sự, mãi đến ngày 6 tháng 3 năm 1943, Stalin mới chính thức nhận quân hàm Nguyên soái Liên Xô.

## Đại Nguyên soái Liên bang Xô viết

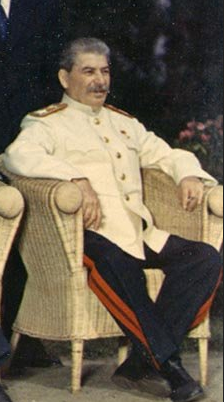
Stalin trong bộ quân phục riêng với cấp hiệu Nguyên soái Liên Xô.

Đến ngày 27 tháng 6 năm 1945, để ghi nhận Stalin là Thống soái cao nhất trong các nguyên soái và tướng lĩnh, Xô viết tối cao Liên Xô đã thông qua một Nghị quyết về việc thành lập một cấp bậc mới được đặt ra là Đại Nguyên soái Liên bang Xô Viết (Генералиссимус Советского Союза) để phong cho Stalin. Tuy nhiên, với cương vị là lãnh đạo cao nhất của Liên Xô khi đó. I. V. Stalin đã không ký sắc lệnh ban hành nghị quyết đó. Trên thực tế, Nghị quyết này không có hiệu lực pháp lý.
Theo một nhà viết tiểu sử về Stalin là Robert Service, bản thân Stalin rất hối hận về việc đã nhận một cấp bậc "phô trương" như vậy và đã đề nghị thủ tướng Winston Churchill chỉ gọi mình là Nguyên soái như các Nguyên soái khác của Liên Xô.. Ông cũng không đồng ý bất kỳ sự thay đổi dấu hiệu phân biệt nào của cấp bậc này và vẫn giữ nguyên dấu hiệu và quân phục Nguyên soái như tất cả các Nguyên soái Liên Xô khác.

### Về bộ quân phục Đại nguyên soái của Stalin
Dù vậy, câu chuyện Đại nguyên soái Liên Xô được nhắc lại lần nữa khi một dự thảo sắc lệnh quy định cấp bậc Đại nguyên soái được trình cho Stalin phê duyệt. Tổng cục trưởng Tổng cục hậu cần Hồng quân Liên Xô -Trung tướng Khruliev- được giao nhiệm vụ thiết kế quân phục Đại nguyên soái để Stalin mặc trong ngày duyệt binh 9 tháng 5 năm 1947. Một tuần trước khi lễ duyệt binh diễn ra, bộ quân phục mới được đem đến trình Stalin. Ông xem xét, tỏ vẻ không hài lòng, đi đến bàn làm việc, cầm tờ dự thảo sắc lệnh về Đại nguyên soái lên và nói: "Tôi không bao giờ ký sắc lệnh này, Hồng quân Liên Xô chỉ có nguyên soái là cấp bậc cao nhất". Từ đó, câu chuyện về cấp bậc Đại nguyên soái không bao giờ được nhắc lại nữa.

## Một số phác thảo cấp hiệu Đại nguyên soái Liên Xô

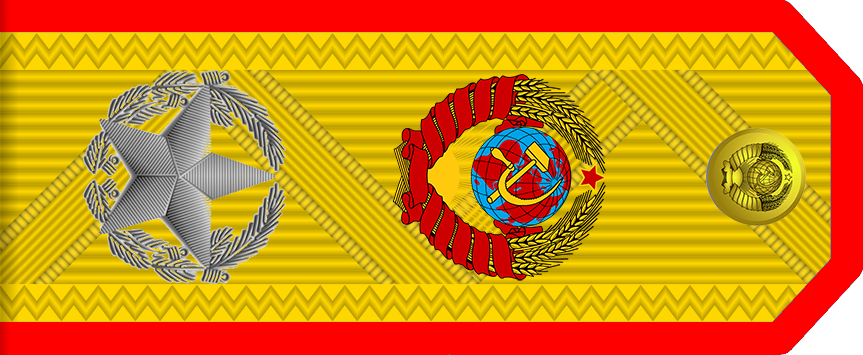
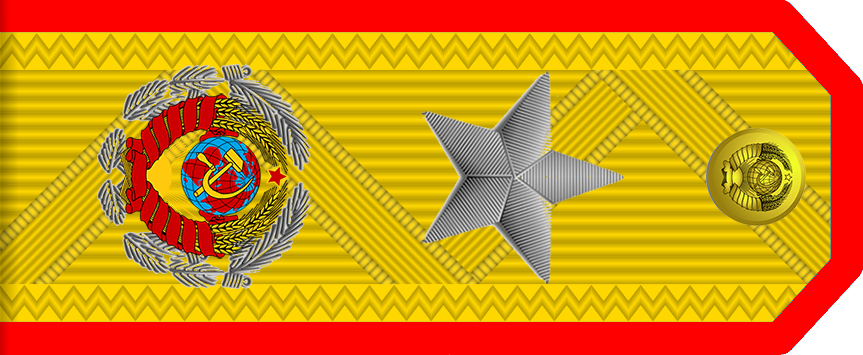
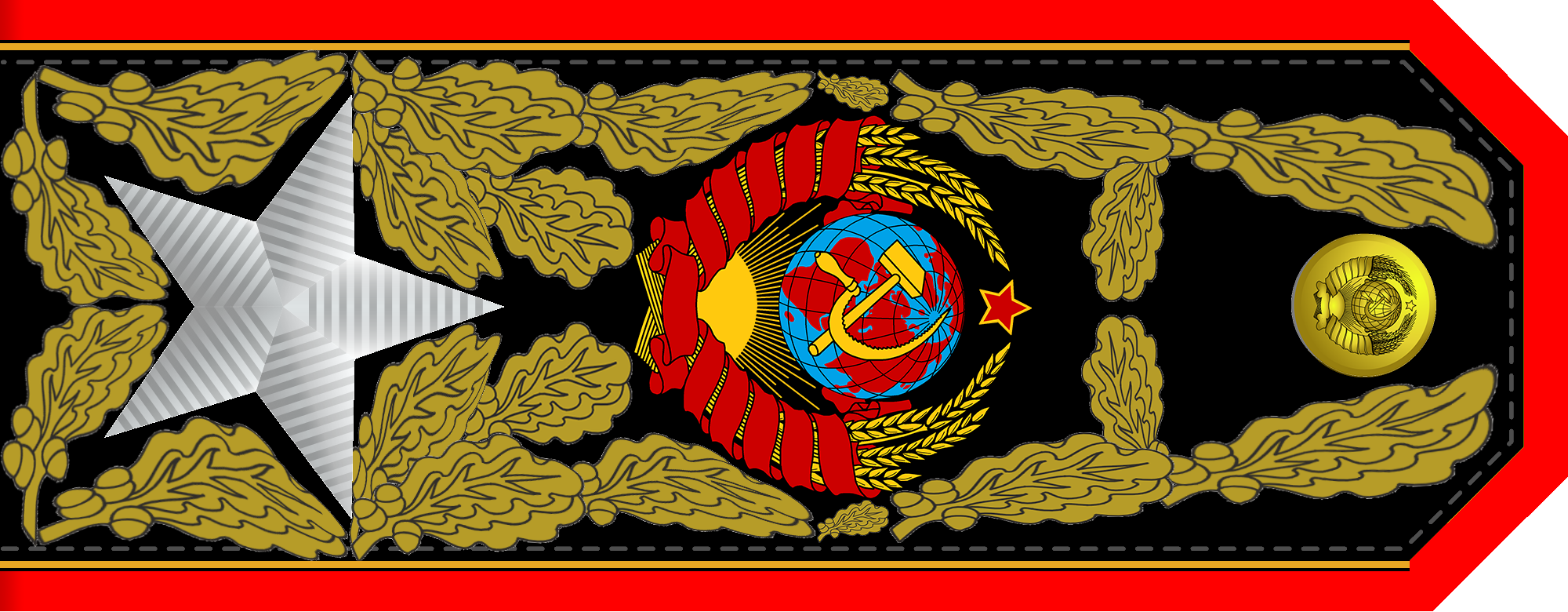
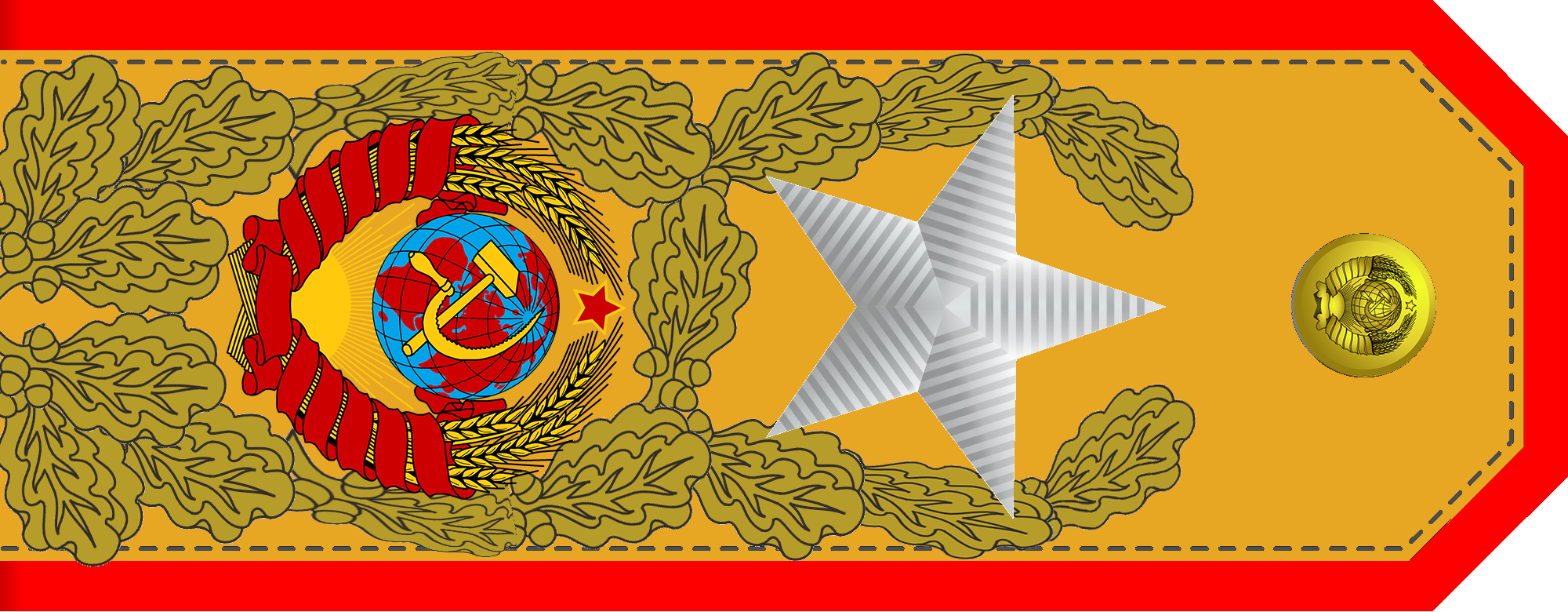
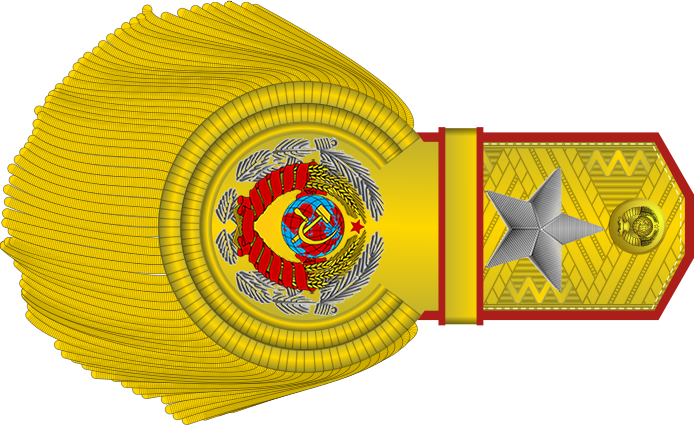